# Steger von Ladendorf (Adelsgeschlecht)

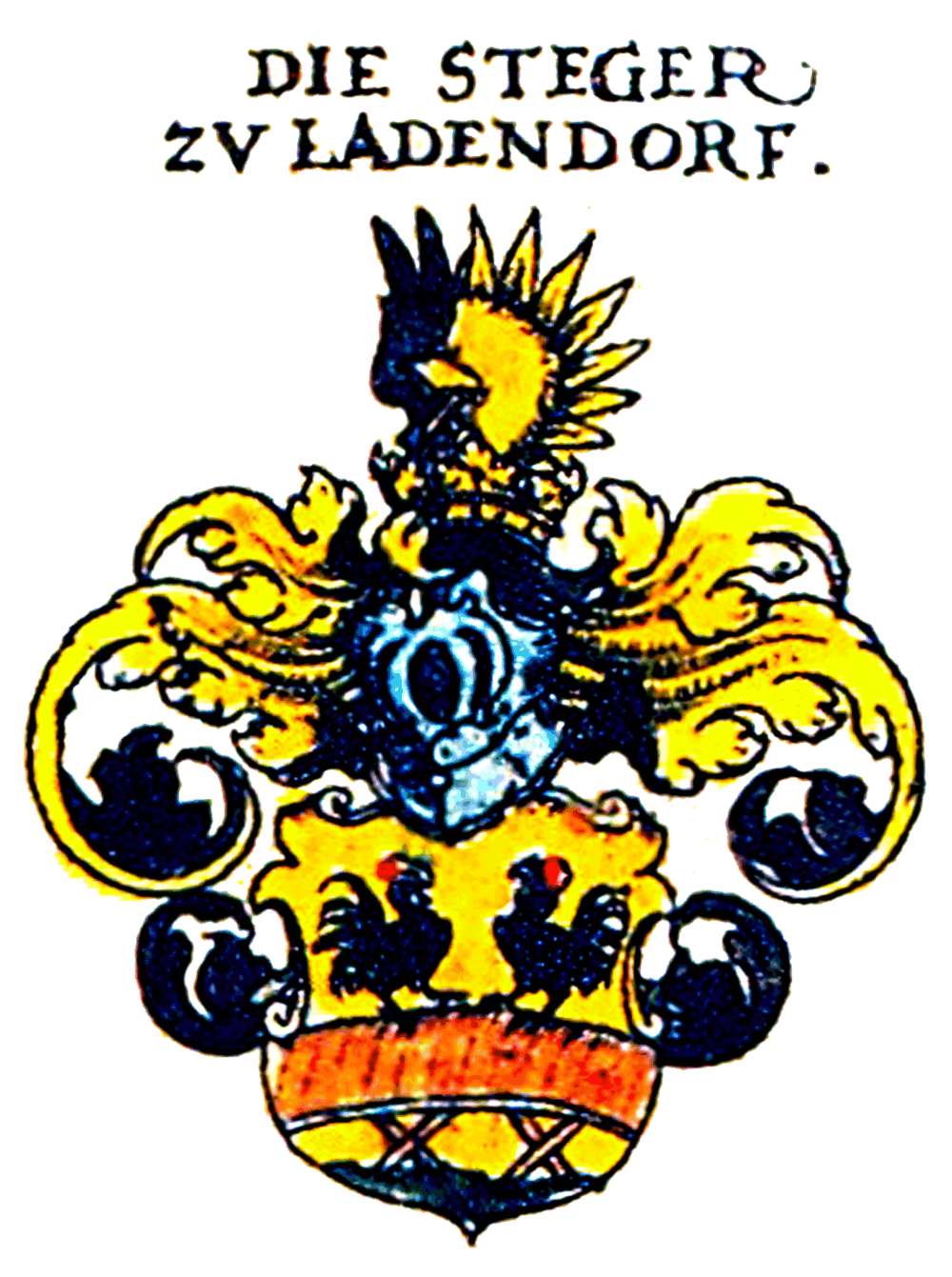
Wappen der Steger von Ladendorf nach Siebmachers Wappenbuch von 1605

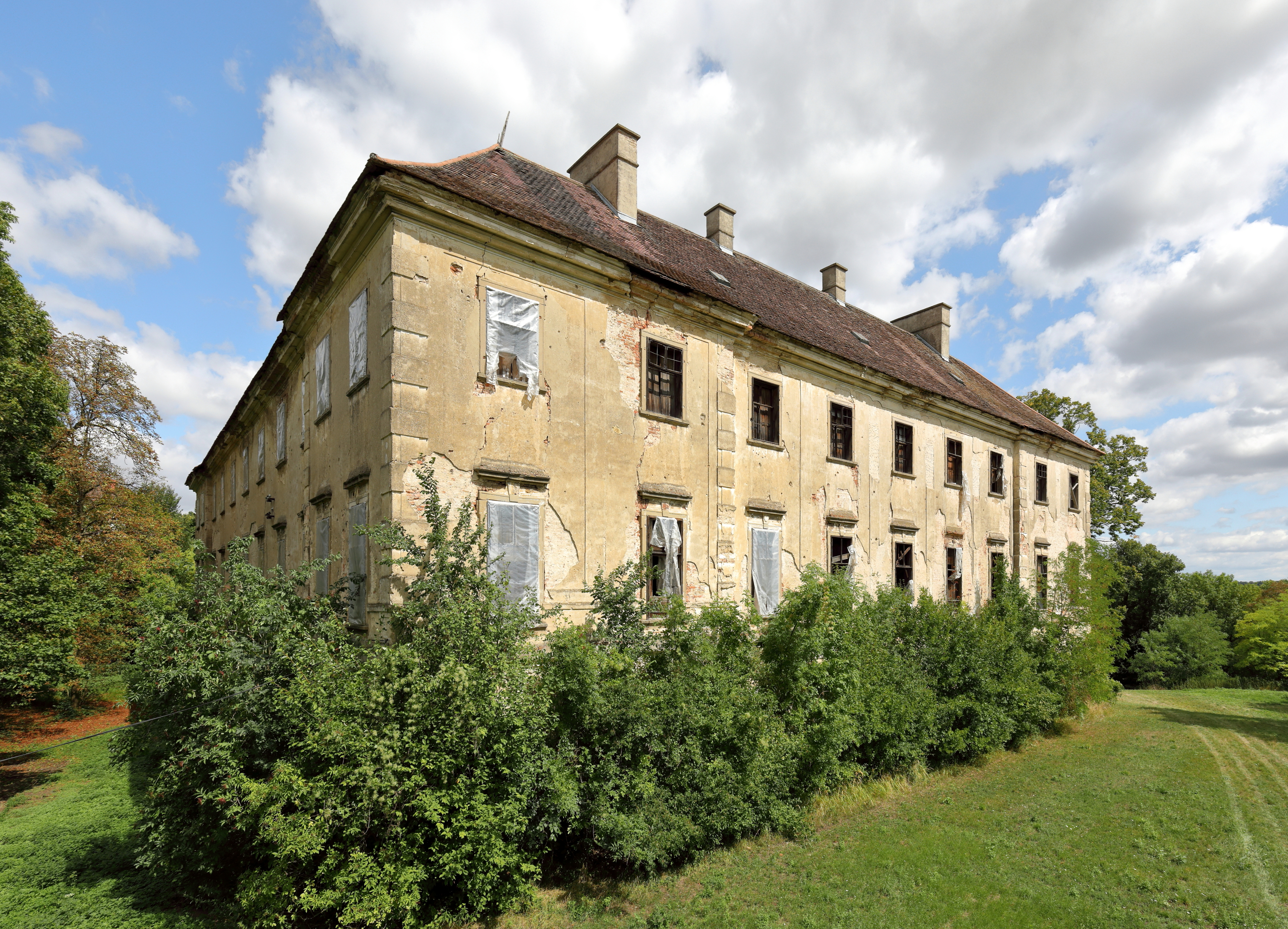
Schloss Ladendorf, in Ladendorf, Niederösterreich, einst im Besitz derer von Ladendorf (Adelsgeschlecht), später im Besitz der Steger von Ladendorf (Adelsgeschlecht).

Steger von Ladendorf ist der Name eines alten österreichischen Adelsgeschlecht, das zum Uradel in Oberösterreich zählte und auch in den landständischen Adel in Niederösterreich aufgenommen wurde.

## Geschichte

### Ursprung und Besitztümer
Die Steger von Ladendorf stammen aus Oberösterreich und verzweigten sich später auch in Niederösterreich. Sie sind nicht zu verwechseln mit anderen Geschlechtern mit Namen Steger, wie den ebenfalls erloschenen Steger auf Sankt Veit, Niederösterreichischem Uradel, deren Wappen eine Wolke und einen Stern zeigt, oder Johann Steger auf Hirschstetten, Bürgermeister zu Wien, Kellermeister in Österreich, gestorben 1457, als ersten Namensträger dieses Geschlechts. Auch die ebenfalls erloschenen Ladendorfer (Adelsgeschlecht) sind eine andere Sippe.
Der Sitz der Ladendorfer war die gleichnamige Burg Ladendorf, heute mit Schloss Ladendorf nördlich der Marktgemeinde Ladendorf, Bezirk Mistelbach, Niederösterreich. 1170 wird Hugo von Ladendorf als erster genannt, 1228 Otto von Ladendorf und als letzter Spross seiner Familie Wolfgang von Ladendorf 1454. Die Familie derer von Ladendorf musste zusehen, wie im Jahre 1450 die damalige Burg vom böhmischen Söldnerführer Pangrácz von Liptau verwüstet wurde.
Die Steger von Ladendorf übernahmen nach den Ladendorfern als neue Besitzer der Herrschaft Ladendorf von 1550 bis 1658. Diese Familie musste ihrerseits zusehen, wie die damalige Burg im Jahre 1645 von den Schweden verheert und beschädigt wurde. Sie bauten später aber den aus dem 16. Jh. stammenden Kernbau zu einer Vierkantanlage um, bis sich schließlich im Jahre 1658 Wilhelm Johann Anton Graf Daun der zum Schloss umgebauten Wehranlage annahm. Die Steger von Ladendorf hatten so neben Besitzungen in Oberösterreich auch welche in Niederösterreich.

#### Die ersten Namensträger
I. Josef Steger (1284) war zusammen mit II. Bernhard Steger (1293) einer der ersten Namensträger der Steger zu Ladendorf. Bernhard zeugte Bernhard, Konrad, Hermann und Friedrich. Bernhard Steger [der Jüngere] auf Magdalenaberg (1313–1334) war vermählt mit Tvet (1313). Er zeugte mit Tvet seine Tochter Elisabeth (1334). Diese wurde Witwe (1343), nachdem sie zuvor (vor 21. Januar 1334) mit Alram von Sinzenberg, der um 1327 bis 1334 lebte, den Bund der Ehe schloss.

#### Die Linien der Brüder Herman und Friedrich Steger
Hermann Steger (1319) und Friedrich Steger waren Brüder. Friedrich lebte in Steyer (1322–1336) und war vermählt mit Agnes. Sie zeugten Johann, Burchard und Elisabeth.Johann Steger (1372) war verheiratet mit Christina (vor 15. Juni 1356) und sie zeugten ihren Sohn Heinrich. Dieser Heinrich Steger (1387–1411) war Schaffer zu Garsten und zeugte seinerseits einen Sohn namens Thomas. Thomas in St. Pölten (1454–1456) wiederum zeugte seinen Sohn Georg. Jener Georg Steger war tätig als Stadtrichter zu Steyr von 1467 bis 1492 und verheiratet mit Barbara (1479). Burchard lebte um 1352 bis 1356. Elisabeth (1352) war verheiratet mit Berchtold auf dem Perg.

#### Die Linie mit Konrad Steger
III. Konrad Steger war tätig als Richter zu Mauthausen (1297–1322). Er ist gestorben vor dem 11. November 1336. Verheiratet war er mit Gertraud, 1313, und führte die Linie weiter mit Sohn Bernhard. IV. Bernhard Steger, 1334 bis 1358, führte wiederum die Linie weiter mit Sohn Georg. Dieser V. Georg Steger lebte noch am 13. Juni 1411 und führte die Linie weiter mit Laurenz. Der war tätig als Starhembergischer Pfleger zu Schönbühel, 1470, und so führte VI. Laurenz [der Ältere] die Linie weiter mit Sohn Bernhard. Jener VII. Bernhard Steger auf Sichelbach, 1484, führte die Linie weiter mit Sohn Laurenz, dem Jüngeren, auch genannt VIII. Laurenz Steger auf Sichelbach. Er verstarb 1517 und führte zuvor die Linie weiter mit Sohn Leopold Paltram. Dieser wurde später bekannt als IX. Leopold Paltram Steger auf Sichelbach, Unter-Dürnbach, Thurhof zu Brunn und Ober-Kreuzstetten, Rr, kaiserlicher Rat, Landrechtsbesitzer. Geboren war er 1510 und gestorben in Wien 1576. Er zeugte viele Kinder und führte die Linie weiter über einen älteren Ast "Sichelbach" mit Johann Laurenz sowie über einen jüngeren Ast "Eggersdorf" mit dessen Bruder Wolfgang.

#### Älterer Ast Sichelbach mit Johann Laurenz Steger
X. Johann Laurenz (1564–1612), Verordneter der Niederösterreichischen Landschaft, war Begründer des älteren Astes Sichelbach. Er zeugte Benigna Katharina, Veronika, Felizitas, Johann Seifried, der als Student früh verstarb, sowie Wolfgang Siegmund. Sein jüngster Sohn Wolfgang Siegmund Steger († 1656) wurde am 7. Januar 1631 zum Freiherr von Ladendorf auf Landersdorf und Sichelbach erhoben und am 13. Februar 1636 in den niederösterreichischen Herrenstand aufgenommen. Wolfgang Siegmund heiratete Maria, Tochter des Paris Freiherrn von Sonderndorf, auf Reitzenschlag, Kirchberg am Wald, Allentsteig, Mittergraben, und Pellendorf und der Maria Praun a. d. H. Pielachhaag. Er zeugte mit ihr vier Töchter, sodass der ältere Ast im Mannesstamm erlosch.

#### Jüngerer Ast Eggersdorf mit Wolfgang Steger
X. Wolfgang Steger zu Ladendorf (* 1575, † 4. März 1641), Bruder des zuvor genannten Johann Laurenz Steger, war Gründer des jüngeren Astes Eggersdorf. Er wurde am gleichen Tag wie zuvor sein Neffe Wolfgang Siegmund Steger (7. Januar 1631) zum Freiherr von Ladendorf auf Eggersdorf und Sichelbach erhoben, sowie ebenso am selben Tag in den Herrenstand Niederösterreichs aufgenommen. Verheiratet war er in erster Ehe mit Sybilla Steinbeiss (Steinpeiss) (* 1587, † 10. Dezember 1615 in Wien, begraben in Würnitz im V.U.M.B) Tochter des Ehrenreich Steinbeiss auf Aichberg und der Anna Maria Wurmbrand zu Stuppach-Sachsenbrunn. Sie zeugten sechs Kinder mit Elisabeth, Sybilla, Johann Seifried, Johann Ruprecht, Anna Katharina und Wolfgang Achaz. Er war in zweiter Ehe mit Regina Elisabeth, Erbtochter des Christof Wilhelm Pernstorfer auf Poppen und Karnabrunn sowie der Esther Ennenkl Freiin zu Albrechtsberg und Hoheneck, vermählt worden. Die zweite Ehefrau Regina verstarb in Weinsteig 1649 und wurde begraben in Ladendorf. Er zeugte zwei Kinder mit Wolfgang Christof und Maria Katharina. Der jüngere Ast wurde weiterführt über XI. Wolfgang Christof von Steger, Freiherr von Ladendorf auf Eggersdorf, 1650, bis zu dessen erlöschen.

### Namensträger in der Stammeslinie
- Josef Steger, 1284
- Bernhard Steger, 1293

- Bernhard Steger auf Magdalenaberg, 1313 bis 1334
- Konrad Steger, Richter zu Mauthausen (1297 bis 1322)

- Bernhard Steger, 1334 bis 1358
- Georg Steger, lebte noch am 13. Juni 1411
- Laurenz, Starhembergischer Pfleger zu Schönbühel, 1470
- Bernhard Steger auf Sichelbach, 1484
- Laurenz Steger auf Sichelbach, gestorben 1517
- Leopold Paltram Steger auf Sichelbach, Unter-Dürnbach, Thurhof zu Brunn und Ober-Kreuzstetten, Rr, kaiserlicher Rat, Landrechtsbesitzer
- Johann Laurenz, Begründer des älteren Astes Sichelbach
- Wolfgang Steger, Begründer des jüngeren Astes Eggersdorf
- Wolfgang Christof Steger, Freiherr von Ladendorf auf Eggersberg, 1650
- Hermann Steger, 1319
- Friedrich Steger in Steyer, 1322 bis 1336
- Johann Steger, 1372
- Heinrich Steger, 1387 bis 1411
- Thomas in St. Pölten, 1454 bis 1456
- Georg Steger, Stadtrichter zu Steyr, 1467 bis 1492
- Burchard, 1352 bis 1356
- Elisabeth, 1352

### Nobilitierungen und dynastische Ehen
Das Adelsgeschlecht derer von Steger zu Ladendorf wurde in den Freiherrenstand erhoben. Sie verbanden sich durch dynastische Eheschließungen vor der Aufspaltung der Familie in zwei Äste u. a. mit den Familien Sinzenberg, Perg, Sinzendorfer, Plesser, Sengerswein, Sichelbeck, Pergheimer, Mänzing, Völderndorff, Rädler, Hahn, Schober, Prandstetter, Siebenbrunner, Steinberger, Alhartsbeck, Trenbach, Thiersbach, Wissend, Woittich, Geyer, Grimming, Kuefstein, Rätzendorffer, Radelbrunner, Puchau, Sonderndorf. Zudem weisen sie Eheschließungen im älteren Ast mit den Eggenberger von Eggenberg, Galler (von Schwammberg), Barbo, Lampl, Strassoldo, Sonderndorf, Wetzdorff, Schifer, Herberstein, Neuhaus. Des Weiteren sind auch Ehen im jüngeren Ast zu benennen mit den Familien von Steinbeiss (Steinpeiss), Wurmbrand zu Stuppach (Wurmbrand-Stuppach), Pernstorfer, Bayer, Gerhab, Hoffmann, Beham von Friedeshaim, Brassican, Achaz von Kirchberg, Grünthal, Pfeifershofen, Perger, Lissinsky sowie Hoefnagel.

## Wappen

### Wappen I nach den Siegeln 1297 und 1356
Blasonierung: Das Wappen I nach den Siegeln 1297 und 1356 zeigt gemäß Siebmachers Wappenbuch einen auf zwei Brückenböcken ruhenden Steg.

### Wappen II. nach Siegeln von 1375 bis 1401
Blasonierung: Das Wappen II. nach Siegeln von 1375 bis 1401 zeigt gemäß Siebmachers Wappenbuch zwei geschrägte Feuerwedel.

### Wappen III. nach Siegel des Jahres 1411
Blasonierung: Das Wappen III. nach Siegel des Jahres 1411 gemäß Siebmachers Wappenbuch zeigt sich wie das Wappen I, aber der Steg und die Füße der Böcke reichen bis an den Schildsrand.

### Wappen IV. nach Siegel des Jahres 1454
Blasonierung: Das Wappen IV. nach Siegel des Jahres 1454 gemäß Siebmachers Wappenbuch zeigt im Schilde eine Tanne.

### Wappen V.  nach Siegel des Jahres 1472
Blasonierung: Das Wappen V.  nach Siegel des Jahres 1472 gemäß Siebmachers Wappenbuch zeigt sich wie beim Wappen I., der Helm trägt einen mit dem Schildbild belegten Flügel.

### Wappen VI. (Niederösterreichische Matrikel)
Blasonierung: Das Wappen VI. (Niederösterreichische Matrikel) gemäß Siebmachers Wappenbuch zeigt einen geteilten Schild, unten in Schwarz ein auf zwei am Fußrand stehende Brückenböcken ruhenden, quer über den Schild gezogenen, doch etwas angebogenen und beide Seitenränder berührenden hölzerner Steg; die Füße der Böcke reichen bis an den Schildsrand; oben in Grün zwei rechts-gekämmte und geklappte gegeneinander kämpfende schwarze Hähne, von ihren roten Ständern den äußeren erhoben, mit dem anderen im unteren Feld auf dem Steg stehend; der Helm ziert mit schwarz-goldener (schwarz-gelber) Decke und trägt auf einem schwarz-goldenen (schwarz-gelben) Wulst mit abfliegenden Enden eine goldene (gelbe) heidnische Krone und aus dieser hervorwachsend einen geschlossenen gold-schwarzen (gelb-schwarzen) übereck geteilten Flug und zwischen diesen den Steg so eingeschoben, dass die untere schwarze Hälfte des rechten Flügels mit einer Hälfte des Steges samt einer Kreuzstütze belegt erscheint.